# Мея-Понті (мікрорегіон)
Мея-Понті (порт. Microrregião do Meia Ponte) — мікрорегіон в Бразилії, входить в штат Гояс. Складова частина мезорегіону Південь штату Гояс. Населення становить 349 451 чоловік на 2006 рік. Займає площу 21 165,557 км². Густота населення — 16,5 чол./км².

## Склад мікрорегіону
До складу мікрорегіону включені наступні муніципалітети:
1. Алоандія
2. Бон-Жезус-ді-Гояс
3. Буріті-Алегрі
4. Кашуейра-Дорада
5. Калдас-Новас
6. Кромінія
7. Гоятуба
8. Інасіуландія
9. Ітумбіара
10. Жовіанія
11. Майріпотаба
12. Марзаган
13. Морріньюс
14. Панама
15. Піраканжуба
16. Понталіна
17. Портейран
18. Професор-Жаміл
19. Ріу-Кенті
20. Вісентінополіс
21. Агуа-Лімпа

| Бразилія | Це незавершена стаття з географії Бразилії. Ви можете допомогти проєкту, виправивши або дописавши її. |